# ديستا يوهانيس
ديستا يوهانس إيجيتا (بالأمهرية: ደስታ ዮሃንስ)‏ (من مواليد 17 أبريل 1998) هو لاعب كرة قدم إثيوبي محترف يلعب كظهير أيسر لنادي أداما سيتي الإثيوبي، والمنتخب الإثيوبي.

## مسيرته الدولية
ظهر يوهانس لأول مرة دوليًا مع المنتخب الإثيوبي في مباراة ودية 0-0 مع زامبيا في 5 أغسطس 2017.